# Dorre Island
Dorre Island è un'isola disabitata al largo della costa dell'Australia Occidentale, di fronte alla città di Carnarvon, nella regione del Gascoyne. Appartiene alla Local government area della Contea di Carnarvon. L'isola, assieme a Bernier Island, chiude l'ingresso alla Shark Bay ed è bagnata a ovest dalle acque dell'oceano Indiano. Le due isole fanno parte della Bernier and Dorre Island Nature Reserve all'interno della Shark Bay World Heritage area.

## Geografia
Dorre Island, che ha una forma lunga e stretta, misura circa 31,8 km di lunghezza per 3,8 km di larghezza e ha una superficie di circa 60 km². A nord, alla distanza di 500 m, si trova Bernier Island. 
Cape St Cricq è il punto più meridionale, mentre Cape Boullanger è il punto più settentrionale dell'isola.

### Fauna
Il canguro striato e il wallaby lepre rossiccio sono entrambe specie in pericolo di mammiferi che una volta erano stati trovati sulla terraferma, ma ora sono entrambi limitati alle isole Dorre e Bernier. Il wallaby lepre viene reintrodotto nell'Australia continentale.

## Storia
L'isola prende il nome da Peter Dorre, pilota della nave olandese VOC Eendracht nel 1616.
Visitate una prima volta dagli olandesi alla fine del 1600, Bernier Island e Dorre Island furono entrambe raggiunte da Nicolas Baudin, che guidò una spedizione francese di esplorazione delle coste dell'Australia.
Sulle isole Bernier e Dorre venne allestita una struttura ospedaliera di isolamento nei primi anni del 1900. Furono utilizzate dal governo dell'Australia occidentale per condurre esperimenti sulle malattie veneree e la lebbra degli aborigeni che venivano prelevati con la forza da tutta l'area nord-occidentale. Dei 650 detenuti nelle isole, solo 490 tornarono sulla terraferma.